# Dabis László
Dabis László, családneve 1909 és 1936 között hivatalosan Scheff (Rákospalota, 1891. október 1. – Budapest, Józsefváros, 1956. október 20.) Kossuth-díjas magyar orvos, higiénikus, egyetemi tanár, az orvostudományok kandidátusa (1952).

## Élete
Dabis Julianna nagykőrösi születésű magánzónő fia. Scheff László (1848–1935) ügyvéd, majd rendőrtisztviselő örökbe fogadta. Anyja kisparaszt-kisiparos családból származott. Anyai nagyapja részt vett az 1848–49-es forradalom és szabadságharcban, ezért 1849 után bujdosnia kellett. Nevelőapja – Wolf Ella festőnővel kötött – házasságából származó öccse, Scheff György szintén orvos lett. 
Középiskolai tanulmányait Budapesten végezte, majd 1909-ben a Budapesti Tudományegyetem orvosi karának hallgatója lett. Egyetemi éveiben bekapcsolódott a radikális ifjúsági mozgalmakba, 1912-től a Galilei Kör főtitkára, 1913-tól a medikus szakosztály elnöke volt. 1912 és 1914 között a Preisz Hugó vezette Egyetemi Bakteriológiai Intézet munkatársa volt. Orvosi diplomáját 1914-ben szerezte meg, ekkor az Országos Radikális Párt tagja lett. 
Az első világháború idején mindvégig a harctéren szolgált, előbb a keleti fronton csapatorvosként, majd a tábori laboratóriumok vezetőjeként, végül 1917-től 1918-ig a durazzói terület malária-felügyelőjeként. A világháborút követően az egyetem Liebermann Leó által vezetett Közegészségügyi Intézetében gyakornok, majd tanársegéd volt. A Magyarországi Tanácsköztársaság idején a Munkaügyi és Népjóléti Népbiztosság egészségügyi főosztályának előadója, a Vörös Hadsereg dunántúli hadtestének higiénikusa és a közegészségügyi bizottság elnöke volt. 1919-től évekig rendőri felügyelet alatt állt. 1923 és 1926 között Rockefeller-ösztöndíjasként az USA-ban dolgozott, az ashevillei tbc-kutatóintézet munkatársa volt, ezt követően visszatért budapesti tanársegédi állásába. 1925. november 2-án New Yorkban házasságot kötött Frida Wolffal, akitől később elvált.
1926-tól a Fővárosi Közegészségügyi Intézet munkatársa volt, melynek 1928-ban osztályvezetője, 1936-ban helyettes igazgatója, 1945-ben pedig igazgatója lett. 1947-től az Orvos-Egészségügyi Szakszervezet Egészségtudományi Szakcsoportjának elnöke, 1948-tól az egyetem Közegészségügyi Intézetének vezetője volt. 1950-ben egyetemi tanár lett, 1951-től az Egészségügyi Tudományos Tanács tagja volt. 1952-ben a MTA az „orvostudományok kandidátusa” fokozattal tüntette ki, ebben az évben jelölték Kossuth-díjra is. 1955-ben az MTA Egészségtudományi Főbizottságának és az Egészségtudományi Tanács elnöke lett. 1956-ban Kossuth-díjjal tüntették ki. Ebben az évben hunyt el Budapesten, sírja a Farkasréti temetőben található.
Dabis László munkássága kiterjed a táplálkozástan, a légszennyeződés, az élelmiszerhigiénia és a sugárbiológia területére is.

## Emlékezete
Emlékére a Semmelweis Egyetem 1977-ben díjat alapított, amellyel az ifjú egyetemi dolgozók tevékenységét ismerik el (Dabis László-emlékérem). 1986-ban a Pest Megyei Közegészségügyi-Járványügyi Állomás Dabis László nevét vette fel.

## Főbb művei
- A nagyvárosi tömörülések vízellátása (Budapest, 1934)
- Egészségtan az általános iskolák 8. osztálya számára (Pikler Emmivel, Dubovitz Dénessel, Budapest, 1949)
- Közegészségtani levegőhygiéne (Szeged, 1950)
- A vírushepatitisek (Magyar Imrével, Budapest, 1955)

## Díjai, elismerései
- MSZT aranykoszorúja (1951)
- Magyar Népköztársasági Érdemérem arany fokozata (1952)[11]
- Kiváló orvos (1953)
- Kossuth-díj (1956, III. fokozat)

## Fordítás
- Ez a szócikk részben vagy egészben  a   László Dabis című eszperantó Wikipédia-szócikk fordításán alapul.  Az eredeti cikk szerkesztőit annak laptörténete sorolja fel. Ez a jelzés csupán a megfogalmazás eredetét és a szerzői jogokat jelzi, nem szolgál a cikkben szereplő információk forrásmegjelöléseként.